# فرودگاه رودخانه بار
فرودگاه رودخانه بار (به انگلیسی: Bar River Airport) یک فرودگاه خصوصی است که یک باند فرود آسفالت دارد و طول باند آن ۸۶۹ متر است. این فرودگاه در کشور کانادا قرار دارد و در ارتفاع ۱۸۰ متری از سطح دریا واقع شده‌است.